# Upplands runinskrifter 58
Runinskrift U 58,  är en av två ristningar på en stenhäll i Riksby, Bromma, Stockholms kommun i Uppland.
Runristningen på Riksbyhällen ligger vid Drottningholmsvägens norra sida, på vänster hand mot staden sett, strax före Riksbyvägen. Där finns det två runristningar, U 58 och U 59, på en sluttande fast berghäll på ett krön. 
Runhällen har två runristningar från 1000-talet. De upptäcktes i samband med bärplockning år 1904 och hade under århundraden varit övertäckta med jord och mossa. Detta är anledningen till att de fortfarande är väl bevarade. Den vänstra ristningen, U 58, har följande text:
Translitterering av runraden:
× sihuiþr × auk × sihrai-r × li-u × ris(t)(a) × stain × þi-(s)a eftʀ × sinar × faþur × sin ×
Normalisering till runsvenska:
Sigviðr ok Sigræi[f]ʀ le[t]u rista stæin þe[nn]sa æftiʀ Sinar, faður sinn.
Översättning till nusvenska:
Sigvid och Sigrev läto rista denna sten efter Sinar, sin fader.
Namnet sinar är mycket ovanligt, förutom U 58 finns det bara på U 830.